# Pseudocyclosorus griseus
Pseudocyclosorus griseus là một loài dương xỉ trong họ Thelypteridaceae. Loài này được Holttum & Jeff W.Grimes mô tả khoa học đầu tiên năm 1980.
Danh pháp khoa học của loài này chưa được làm sáng tỏ. 